# Neewiller-près-Lauterbourg
Neewiller-près-Lauterbourg (deutsch Neeweiler, im lokalen Dialekt Nawiller) ist eine französische Gemeinde mit 662 Einwohnern (Stand 1. Januar 2021) im Département Bas-Rhin in der Region Grand Est (bis 2015 Elsass). Sie gehört zum Arrondissement Haguenau-Wissembourg und zum Kanton Wissembourg.

## Geografie
Die Gemeinde liegt sieben Kilometer südwestlich von Lauterbourg im äußersten Nordosten Frankreichs. Weitere Nachbargemeinden sind Scheibenhard im Norden, Mothern im Südosten, Wintzenbach im Süden sowie Niederlauterbach im Nordwesten.

## Bevölkerungsentwicklung
| Jahr                       | 1962 | 1968 | 1975 | 1982 | 1990 | 1999 | 2007 | 2017 |
| Einwohner                  | 419  | 382  | 407  | 462  | 505  | 623  | 661  | 656  |
| Quellen: Cassini und INSEE |      |      |      |      |      |      |      |      |

## Kirche Saint-Michel
1308 wird im Ort eine Kapelle erwähnt, 1584 eine Kapelle mit Turm. 1729 wird mit dem Maurer Jost Jaeger aus Lauterbourg eine Vereinbarung zum Wiederaufbau einschließlich des Glockenturms und des Chors unterzeichnet.  1734 bezeugt der Schaffner Horrer, dass die Arbeiten gemäß dem Voranschlag durchgeführt wurden. 1746 wurden die Altäre von einem Speyerer Weihbischof geweiht. 1801 wurde die St. Nikolaus geweihte Kirche zu einer selbständigen Pfarrkirche ernannt. 1829 wurde die alte Kirche durch ein neues Kirchengebäude nach einem Entwurf von  Louis Martin Zegowitz ersetzt. 1830 wurde der Neubau vollendet und dem Erzengel Michael geweiht. 1944 wurde das Dach des Turms von drei Granaten getroffen. 1952 wurde die Kirche restauriert und der alte Turm durch einen neuen ersetzt.

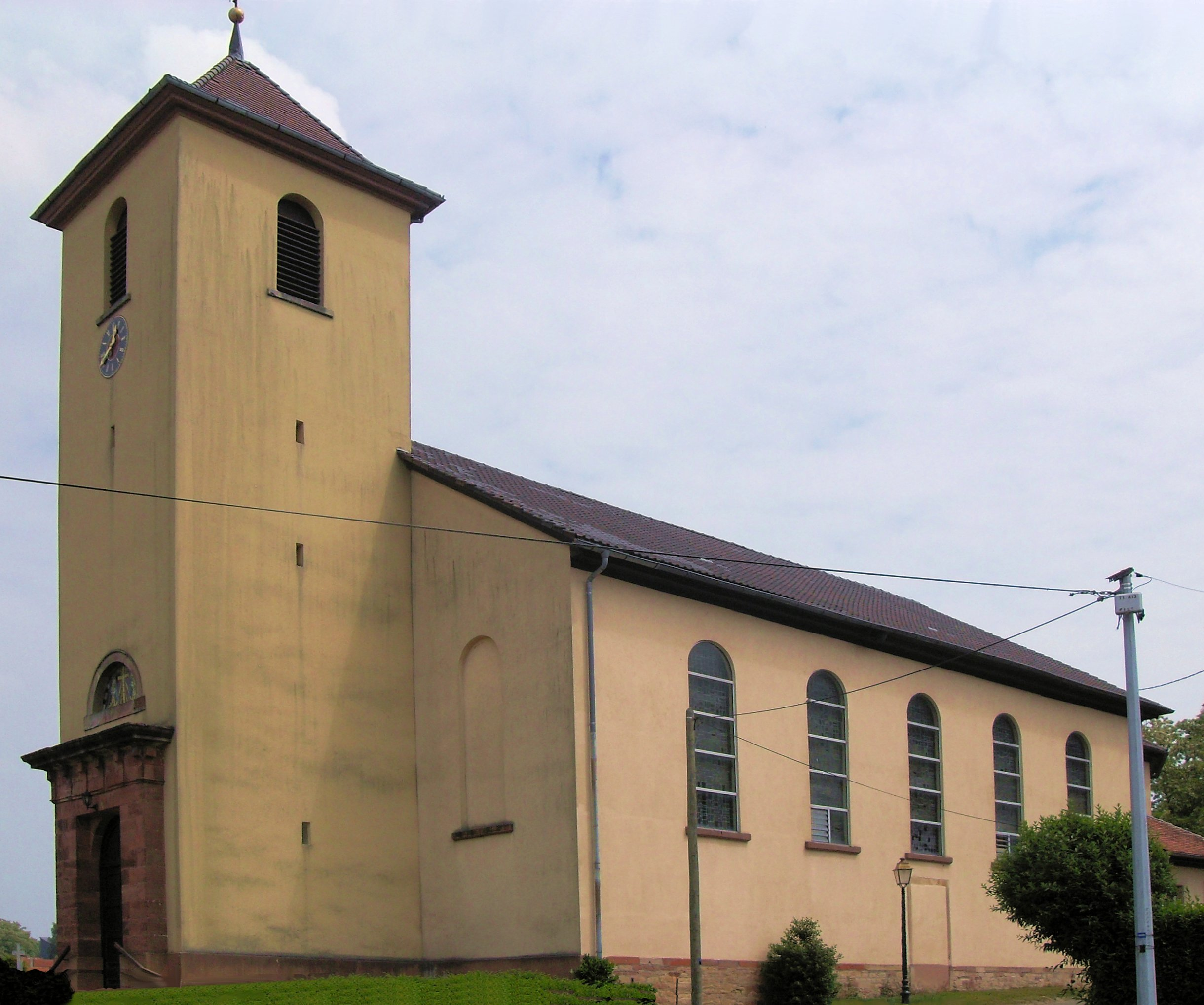
Südseite der Kirche Saint-Michel